# Ma Ning (landhockeyspelare)
Ma Ning, född den 29 september 2000, är en kinesisk landhockeyspelare.

## Karriär
Ma Ning ingick i det kinesiska lag som spelade landhockey vid OS 2024 och som tog silver.